# Ścieg kryty

Ścieg kryty

Ścieg kryty – ścieg, którego można używać do niewidocznego zamykania szwów od zewnętrznej strony ubrania lub przedmiotu. Służy przede wszystkim do zamykania szwów w przedmiotach wypchanych, takich jak poduszki, materace, kurtki puchowe czy pluszowe zabawki, gdzie po dodaniu wypełnienia nie ma dostępu do lewej strony materiału. Może być również używany do naprawy rozciętych szwów na tych artykułach lub odzieży.

Szew śródskórny

Może być również stosowany w chirurgii do zamykania nacięcia skóry; w tym kontekście nazywa się to szwem śródskórnym (subcuticular closure).